# إبراهيم الفوزان
إبراهيم بن فوزان بن صالح الفوزان (1945- 2022 م) كاتب وناقد سعودي، عمل أستاذًا للأدب والنقد بكلية اللغة العربية جامعة الإمام محمد بن سعود الإسلامية بالمملكة العربية السعودية.

## ولادته وتحصيله
ولد أبو أديب، إبراهيم بن فوزان بن صالح الفوزان في مدينة بريدة عام 1364هـ، وتلقَّى تعليمه الابتدائي والمتوسط والثانوي فيها. التحق بكلية اللغة العربية في الرياض وتخرَّج فيها، وحصل منها على الإجازة بكالوريوس سنة 1388هـ.
واصل دراسته العليا في كلية اللغة العربية بـجامعة الأزهر ونال شهادة ماجستير في الأدب والنقد سنة 1390هـ/ 1970م. ثم شهادة دكتوراه في الأدب والنقد سنة 1396هـ/ 1976م، وكان أحدَ أفراد أول بعثة من كلية اللغة العربية بالرياض إلى مصر.

## عمله ووظائفه
درَّس في معهد الطائف العلمي سنة 1388هـ. ثم عُين مدرساً في كلية اللغة العربية سنة 1392هـ، وهو أول سعودي يتولى التدريس بقسم الأدب.
عمل وكيلًا لكلية العلوم الاجتماعية بالرياض من سنة 1398هـ إلى سنة 1402هـ، وبهذا التاريخ حصل على درجة أستاذ مشارك.
لمَّا أنشئت عمادة للقبول والتسجيل بجامعة الإمام محمد بن سعود الإسلامية عُين أول عميد لها عام 1402 هـ حتى عام 1408 هـ ، ثم عاد إلى التدريس بكلية اللغة العربية بالرياض، وحصل على درجة أستاذ، وأشرف على العديد من الرسائل العلمية، وهو أحد أساتذة الدراسات العليا حتى عام 1435هـ/ 2014م.

## مؤلفاته
له عدد من المؤلفات أشهرها:
1. الأدب الحجازي بين التقليد والتجديد 4 أجزاء - عام 1401 هـ - 1981م، وطبع في مكتبة الخانجي في مصر .
2. تحقيق ديوان الشيخ صالح بن سليمان بن سحمان عام 1401هـ - 1981م وطبع في دار الفكر والطباعة والنشر في دمشق .
3. مرحلة التقليد المتطور في الشعر السعودي الحديث (في منطقة نجد) عام 1418 هـ - 1998م وطبع في مطابع القصيم بالرياض .
4. شعراء مرحلة التقليد المتطور وشعرهم في المنقطة الشرقية. عام 1418 هـ - 1998م وطبع في مطابع القصيم بالرياض .
5. دول الخليج العربي وعوامل نهضتها الثقافية الحديثة . عام 1418هـ - 1998م وطبع في مطابع القصيم بالرياض .
6. بحوث في الأدب وعوامل نهضته . عام 1418 هـ - 1998م وطبع في الشركة العربية للنشر والتوزيع بمصر .
7. خواطر وطنية وأدبية . عام 1426 هـ - 2005 م وطبع في مطابع القصيم بالرياض .
8. الأدب الحديث بين العواد والقرشي . عام 1429 هـ - 2008 م وطبع في مطبعة سفير بالرياض وهو أول كتاب أُلف عام 1390هـ وطبع عام 1429 هـ.[1]

## وفاته
توفي يوم السبت 8 رمضان 1443هـ الموافق 9 أبريل 2022م، وصُلِّي عليه عصر الأحد 9 رمضان 1443هـ الموافق 10 أبريل 2022م، بجامع الراجحي بالرياض، ودُفن في مقبرة النسيم.

## وصلات خارجية
https://web.archive.org/web/20110825085228/http://www.imamu.edu.sa/colleg_instt/colleg/al_arabi/scientific_sections/morals_part/name_rleat_member/Pages/s.h.r.22.aspx
صورة الدكتور إبراهيم الفوزان[وصلة مكسورة]